# Франклінізація
Франклініза́ція — застосування з лікувальною метою постійного електричного поля високої напруги; метод електролікування, фізіотерапії.

## Історія та особливості
Метод названо на честь Бенджаміна Франкліна, який розробив спосіб отримання статичної електрики.
В апаратах франклінізації виробляється подача високої напруги (30—50 кВ) на голчастий електрод. У результаті виникає електричний розряд, який комплексно впливає на довкілля:
- Поляризація клітинних елементів у ділянках організму, що піддаються впливу приладу.
- Виникнення потоку аероіонів, який падає на поверхню тіла, яке потребує лікувального впливу.
- Іонізація та озонування повітря в зоні дії приладу.

При франклінізації відбувається розширення периферичних кровоносних судин, інтенсифікація газообміну та функції виділення нирок, зниження кров'яного тиску, а також активізується діяльність вегетативної нервової системи, поліпшується обмін речовин, стимулюється кровотворення.
Показання для застосування: неврози, гіпертонічна хвороба, бронхіальна астма, дерматози, трофічні виразки, рани які довго не загоюються тощо.